# قتل بسبب المهور
القتل بسبب المهر  هو قتل النساء أو دفعهن للانتحار بسبب التحرش والتعذيب اللذان قد يتعرضان له من جانب الأزواج والأقارب في محاولة ابتزاز للحصول على المهر المتزايد، وتوجد حالات الوفيات بسبب المهر في أستراليا، باكستان، بنغلاديش، إيران والهند؛
وتتصدر هذه الأخيرة القائمة، ففي عام 2010 بلغت عدد الوفيات المسجلة في الهند إلى 8391 حالة وفاة، أي 1.4 حالة وفاة لكل 100,000 امرأة، وهي تُعادل نسبة السكان في باكستان، حيث بلغت عدد الوفيات التي أُبلغ عنها 2,000 امرأة في السنة، وهو أعلى معدل للوفاة بسبب المهر وذلك بمعدل 2.45 حالة لكل 100,000 امرأة.

وتعتبر الوفاة بسبب المهر إحدى فئات العنف العديدة ضد المرأة، إلى جانب الاغتصاب، و حرق العروس، ورمي الحمض.

## الهند
تحدث معظم حالات القتل بسبب المهر عندما تنتحر المرأة الغير القادرة على تحمل المضايقات والتعذيب، وتحدث معظم حالات الانتحار هذه إما شنقًا أو عن طريق تناول السم أو عن طريق الحرق، وفي بعض الأحيان تُقتل المرأة بوضعها على النار من قبل زوجها أو من قبل أحد الأصهار، وهذا يعرف باسم "حرق العروس"، وأحيانا متنكرا في الانتحار أو حادث، وكان الموت بسبب حرق النساء الهنديات يرجع في كثير من الأحيان إلى النزاعات المتعلقة بالمهر، وفي حالة الوفاة بسبب المهر، فإن عائلة العريس هي مرتكب جريمة القتل أو الانتحار.

وحتى الآن الهند لديها أكبر عدد من الوفيات المرتبطة بالمهر في العالم وفقًا لمكتب السجل الوطني الهندي للجريمة، ففي عام 2012، تم الإبلاغ عن 23,233 حالة وفاة بسبب المهر في جميع أنحاء الهند.

وهذا يعني أن امرأة أُحرقت كل 90 دقيقة، وينتج عن القضايا المتعلقة بالمهر 1.4 حالة وفاة سنويا لكل 100,000 امرأة في الهند، ووفقًا لتقرير أصدرته الشرطة الهندية في عام 1996، تتلقى كل سنة أكثر من 2,500 تقرير عن إحراق العروس، ويذكر المكتب الوطني الهندي للسجلات الجنائية أن هناك حوالي 8331 حالة وفاة بسبب المهر مُسجلة في الهند في عام 2011، وقد ارتفعت حالات الوفاة بسبب المهر خلال عام 2008 إلى 8172 حالة، بنسبة 14.4% عن مستوى عام 1998 الذي شهد 7146 حالة، بينما زاد عدد سكان الهند بنسبة 17.6% خلال فترة السنوات العشر الأخيرة، وقد تلقت دقة هذه الأرقام قدرًا كبيرًا من التدقيق من النقاد الذين يعتقدون أن وفيات المهر لا يتم الإبلاغ عنها باستمرار.

ولا تقتصر الوفيات بسبب المهر في الهند على أي دين معين، فنسبة القتل بسبب المهر متقاربة بين كل الأديان، أي أنها لا تختلف كثيرا ما بين دين وآخر.

## الحظر
ويحظر "قانون حظر المهر" لعام 1961 طلب المهر أو دفعه أو قبوله «كاعتبار للزواج»، حيث يعرف «المهر» على أنه هبة تطالب بها أو تعطى كشرط مسبق للزواج، ولا تعتبر الهدايا المقدمة دون شرط مسبق مهر، وهي قانونية، ويعاقب على طلب المهر أو منحه بالسجن لمدة تصل إلى ستة أشهر، أو بغرامة تصل إلى 5,000 روبية («78 دولارا US$78» أو «60 جنيها £60» إسترلينيا، أو «99 دولارا A$99» من دولارات الولايات المتحدة)، وقد حلت محل العديد من تشريعات مكافحة المهر التي تم سنها من قبل مختلف الولايات الهندية، أما جرائم القتل والانتحار تحت الإكراه فتتناولها قانون العقوبات الجنائي الهندي.

وقد قام الناشطون في مجال حقوق المرأة الهندية بحملة دامت لأكثر من 40 عاما لاحتواء ممارسة القتل بسبب المهر، مثل قانون حظر المهر لعام 1961، وكان الجزء الأكثر صرامة «أ» من المادة 498، قانون العقوبات الهندي «سنت في عام 1983»، وبموجب قانون حماية المرأة من العنف العائلي لعام 2005، يمكن للمرأة أن تضع حدا لمضايقات المهر عن طريق الاستعانة بضابط الحماية من العنف المنزلي.

وعلى الرغم من أن القوانين الهندية ضد المهر كانت سارية منذ عقود، إلا أنها تعرضت لانتقاد كبير لأنها غير فعالة، ولا تزال ممارسة القتل بسبب المهر تحدث دون رقابة في أجزاء كثيرة من الهند.

## باكستان
في باكستان، إعطاء وتوقع المهر «يسمى جاهيز Jahez»، وهو جزء من الثقافة، وفي أكثر من 95٪ من الزيجات في كل منطقة من باكستان تنطوي على نقل المهر من عائلة العروس إلى عائلة العريس.

وتزداد الوفيات بسبب المهر في باكستان منذ عقود، وانتشر العنف والموت المرتبطين بالمهر لعدة عقود، فهناك أكثر من 2000 حالة وفاة متعلقة بالمهر سنويا، ومعدلات سنوية تتجاوز 2.45 حالة وفاة لكل 100.000 امرأة من العنف المرتبط بالمهر، وسجلت باكستان أعلى عدد من معدلات الوفاة بسبب المهر لكل 100,000 امرأة في العالم.

وهناك بعض الجدل حول معدلات الوفيات بسبب المهر في باكستان، وتشير بعض المنشورات إلى أن المسؤولين الباكستانيين لا يسجلون حالات الوفاة بسبب المهر، وأن معدلات الوفيات أقل من الناحية الثقافية وقد تكون أعلى بكثير.

ويقيد القانون "المرسوم" المتعلق بالمهر والزواج في باكستان لعام 2008، المهر إلى "30000 روبية" باكستانية "300 دولار أمريكي تقريبا" في حين أن القيمة الإجمالية لهدايا الزفاف تقتصر على "50.000 روبية" باكستانية.

وتعد مطالبة القانون بالمهر من عائلة العروس مطالبة غير شرعية، وقد ثبت أن هذه القوانين وما شابهها من القوانين التي ضد المهر في الأعوام "1967,1976,1998"، فضلا عن قانون محكمة الأسرة لعام 1964 أنها غير قابلة للتنفيذ، ويدعي نشطاء مثل «ساشيت SACHET»، أن الشرطة الباكستانية ترفض تسجيل ومقاضاة الادعاءات المتعلقة بالعنف المنزلي المرتبط بالمهر والإصابات القاتلة الناتجة عنه.

وقد حاولت مختلف الحكومات المدنية المنتخبة ديمقراطيا في باكستان حظر العرض التقليدي للمهر والوليمة، ومن هذه المحاولات قانون عام 1997، والمرسوم "XV" لعام 1998، والمرسوم الثالث لعام 1999، وقد تم الطعن على هذه الأحكام أمام المحكمة العليا الباكستانية، واستشهد مقدم الطعن بعدد من الأحاديث في ظل قوانين الشريعة الدينية لإثبات أن الإسلام شجع الوليمة والممارسات العرفية ذات الصلة، وادعى مقدم الطعن أن الجهود التي تبذلها الحكومة الباكستانية لسن هذه القوانين هي ضد أوامر الإسلام، وقد حكمت المحكمة العليا بهذه القوانين وأن أحكامها تعتبر غير دستورية.

## بنغلاديش
في بنغلاديش، يسمى المهر «جوتوك joutuk»، ويعتبر سبب مهم من أسباب الوفاة، ويذكر أن ما بين "0.6" و "2.8" عروس سنويا لكل "100,000" امرأة يموتن بسبب العنف المرتبط بالمهر في السنوات الأخيرة، وتشمل أساليب الموت حالات الانتحار والحرق وغيرها من أشكال العنف المنزلي.

وفي عام 2013، أبلغت بنغلاديش عن وقوع "4,470" امرأة ضحايا للعنف المتصل بالمهر على مدى فترة عشرة أشهر، ويصيب العنف المرتبط بالمهر حوالي "7.2" من العرائس سنويا لكل "100,000"امرأة في بنغلاديش.

## إيران
المهر هو عرف قديم من بلاد فارس، ويدعى محليا تحت مسمي «جاهز» jahīz أو «ج‍ہ‍یز»، ويظهر بعض العنف المرتبط بالمهر والوفيات في إيران في الصحف الإيرانية، والبعض الأخر في وسائل الإعلام الإنجليزية.

## الجهود الدولية للقضاء على الممارسة
وقد أثارت التقارير عن حوادث القتل بسبب المهر اهتمام الجمهور، وأثارت حركة ناشطة عالمية تسعى لإنهاء هذه الممارسة، ومن هذا المجتمع الناشط، لعبت الأمم المتحدة دورا محوريا في مكافحة العنف ضد المرأة، بما في ذلك وفيات القتل بسبب المهر.

## الأمم المتحدة
تعد الأمم المتحدة "United Nations" مناصرة لحقوق المرأة منذ إنشائها في عام 1945، وهي تنص صراحة على ذلك في ديباجة الميثاق، والإعلان العالمي لحقوق الإنسان «الإعلان العالمي لحقوق الإنسان» الذي اعتمد في عام 1948، والعهد الدولي الخاص بالحقوق المدنية والسياسية «العهد الدولي الخاص بالحقوق الاقتصادية والاجتماعية والثقافية» الذي اعتمد في عام 1966. 

وهذه الوثائق الثلاث تعرف مجتمعة باسم "الشرعة الدولية للحقوق"، واتفاقية القضاء على جميع أشكال التمييز ضد المرأة اتفاقية القضاء على جميع أشكال التمييز ضد المرأة «سيداو CEDAW» عام 2012.

وقد اتخذت منظمة الأمم المتحدة للطفولة يونيسف «اليونيسيف»، على الرغم من تركيزها في الغالب على تحسين نوعية التعليم المتاح للأطفال على الصعيد العالمي، موقفا استباقيا ضد الموت بسبب المهر.

ففي 9 مارس / آذار 2009 «اليوم العالمي للمرأة اليوم العالمي للمرأة»، في مؤتمر صحفي عقد في واشنطن العاصمة، أدانت المديرة التنفيذية لليونيسيف «آن فينمان Ann M. Veneman» علنا نظام المهر والنظم التشريعية التي تسمح للمجرمين بالذهاب دون عقاب.

وفي عام 2009، أطلقت «اليونيسيف» أول خطة عمل ذات أولوية إستراتيجية للمساواة بين الجنسين، أعقبتها خطة عمل ثانية في عام 2010، وكان الهدف من هذه الخطط هو أعطاء المساواة بين الجنسين أولوية أعلى في جميع برامج ووظائف اليونيسيف الدولية.

## المنظمات الخاصة
وقد ذكرت «منظمة العفو الدولية منظمة العفو الدولية»، في محاولة لتثقيف الجمهور، أن القتل بسبب المهر مساهم رئيسي في العنف العالمي ضد المرأة، كما تنتقد منظمة العفو الدولية في تقييماتها السنوية لحقوق الإنسان، الهند لوقوع العديد من حالات الوفاة بسبب المهر فيها، فضلا عن إفلات مرتكبيها من العقاب.

كمانتقدت منطمة حقوق الأنسان «هيومن رايتس ووتش» الحكومة الهندية لعدم قدرتها على إحراز أي تقدم نحو القضاء على هذة ممارسة فضلا عن أداءها الباهت في تقديم مرتكبيها للعدالة في عام 2011.

وفي عام 2004، أطلق الصندوق العالمي للمرأة مشروع التمويل «الآن أو أبدا Now or Never»، وتأمل هذه الحملة إلى جمع الأموال محليا وبالتالي تمويل جهود المنظمات النسوية في جميع أنحاء العالم، بما في ذلك الناشطات في مجال حقوق المرأة الهندية، ويذكر أن هذا المشروع "Now or Never" قد جمع ووزع اعتبارا من عام 2007 حوالي 7 ملايين دولار.

وتكرس منظمة أصغر نسبيا، وهي "V-Day" نفسها لإنهاء العنف ضد المرأة، من خلال تنظيم أحداث مثل المسرحيات، والمعارض الفنية، وورش العمل في المجتمعات المحلية والجامعات في جميع أنحاء الولايات المتحدة، كما تقوم المنظمة بجمع الأموال وتثقيف الجمهور حول موضوعات العنف القائم على نوع الجنس بما في ذلك القتل بسبب المهر، وعمل مسرحيات موضوعها الرئيسي هو النساء اللواتي انتحرن أو قتلهن أزواجهن، ومن بين تلك المسرحيات، مسرحية «العروس التي لن تحترق».

## أنواع أخرى لجرائم المهور
قد تتعرض المرأة لأنواع متعددة من الجرائم لا تصل لحد القتل، بسبب ارتباطها اقتصاديًّا واجتماعيًّا بزوجها الجديد. قد يُستخدم المهر في بعض الحالات كنوع من التهديد، من أجل استخراج المزيد من الممتلكات من أسرة العروس. قد تحدث أشكال جرائم المهور الأخرى في صورة تهديد بالعنف وبالتالي لا يترك الزوج خيارًا لأهل العروس سوى حماية بنتهم. تُظهر الولايات الشماليّة والشرقيّة للهند معدلات أكبر من جرائم العنف المرتبطة بالمهور.
يُعتبر المهر سببًا رئيسًا في جرائم العنف ضد المرأة في الهند. تشمل تلك الجرائم العنف الجسديّ والإيذاء النفسيّ حتى تصل للقتل في بعض الحالات. الأنواع الشهيرة للعنف هي التعذيب والتحرٌّش، والعنف الأسريّ (مثل الإيذاء الجسديّ أو العاطفيّ أو الجنسيّ)، أو تحريض العروس على الانتحار.

### استعمال القسوة
تأخذ القسوة شكل التعذيب أو التحرُّش الجسديّ بالمرأة بهدف إجبارها لسد احتياجات الزوج الماديّة في المهر. قد تتخذ تلك القسوة أشكالًا أخرى مثل الهجوم الشفهيّ مصحوبًا بالضرب أو التحرُّش. وفي كثير من الحالات، قد تُجبر تلك القسوة المرأة على الانتحار.

### العنف الأسريّ
يشمل العنف الأسريّ طيفًا واسعًا من الأفعال الإيذائيّة والسلوكيات التهديديّة التي تشمل العنف الجسديّ والعاطفيّ والاقتصاديّ والجنسيّ، بالإضافة إلى العزلة والتعنُّت. توجد قوانين تحاول تقليل العنف الأسريّ وحماية حقوق النساء مثل قانون حماية المرأة من العنف الأسريّ 2005.

### التحريض على الانتحار
يؤدي استمرار إيذاء الزوج وعائلته وتهديدهما للزوجة إلى دفعها للانتحار. وفي هذه المواقف، قد تمتد جريمة المهر لتشمل التحريض على الانتحار، وهي جريمة تشمل كل المحاولات العمديّة لتشجيع المرأة أو نصحها أو مساعدتها على الانتحار. قد يكون وقع خلافات المهور على المرأة شديدًا ويتركها في حالة من اليأس والعجز، مما يؤدي لصدمة عاطفيّة وأذى نفسيّ. يتسبب الأذى المرتبط بالمهور في إصابة المرأة بالصدمة العاطفيّة والاكتئاب ودفعها في الأخير إلى الانتحار. تُعتبر جرائم المهور المؤديّة للانتحار ذات أهمية لأنها في كثير من الحالات تكون سببًا في إدعاء الشخص المُتهم أن الزوجة انتحرت بنفسها كنوع من الدفاع عن نفسه ضد الجريمة، حتى لو أن الواقع يُظهر خلاف ذلك.